# Тищенко Борис Юрійович
Борис Юрійович Тищенко (нім. Borys Tyschtschenko, 4 грудня 1907 — ?) — український видавець, книгар, публіцист. Син Юрія Пилиповича Тищенка (від першого шлюбу).

## Життєпис
Народився 4 грудня 1907 року на станції Долгінцеве Катеринославської губернії (тепер — мікрорайон в межах міста Кривий Ріг Дніпропетровської області).
У 1923—1924 роках навчався на педагогічних курсах у Кривому Розі.
1925 року батько переправив Бориса до Праги, де той вступив до Карлового університету. Навчання довелося кілька разів переривати через необхідність лікування від сухот. Перейняв батьківську видавничу справу, спеціалізувався на виданні поштівок, марок, нот тощо.
Тищенко мешкав у Відні, де взяв шлюб з австрійською громадянкою. 16 квітня 1943 року у подружжя Бориса та Магди Тищенків народився син Петро.

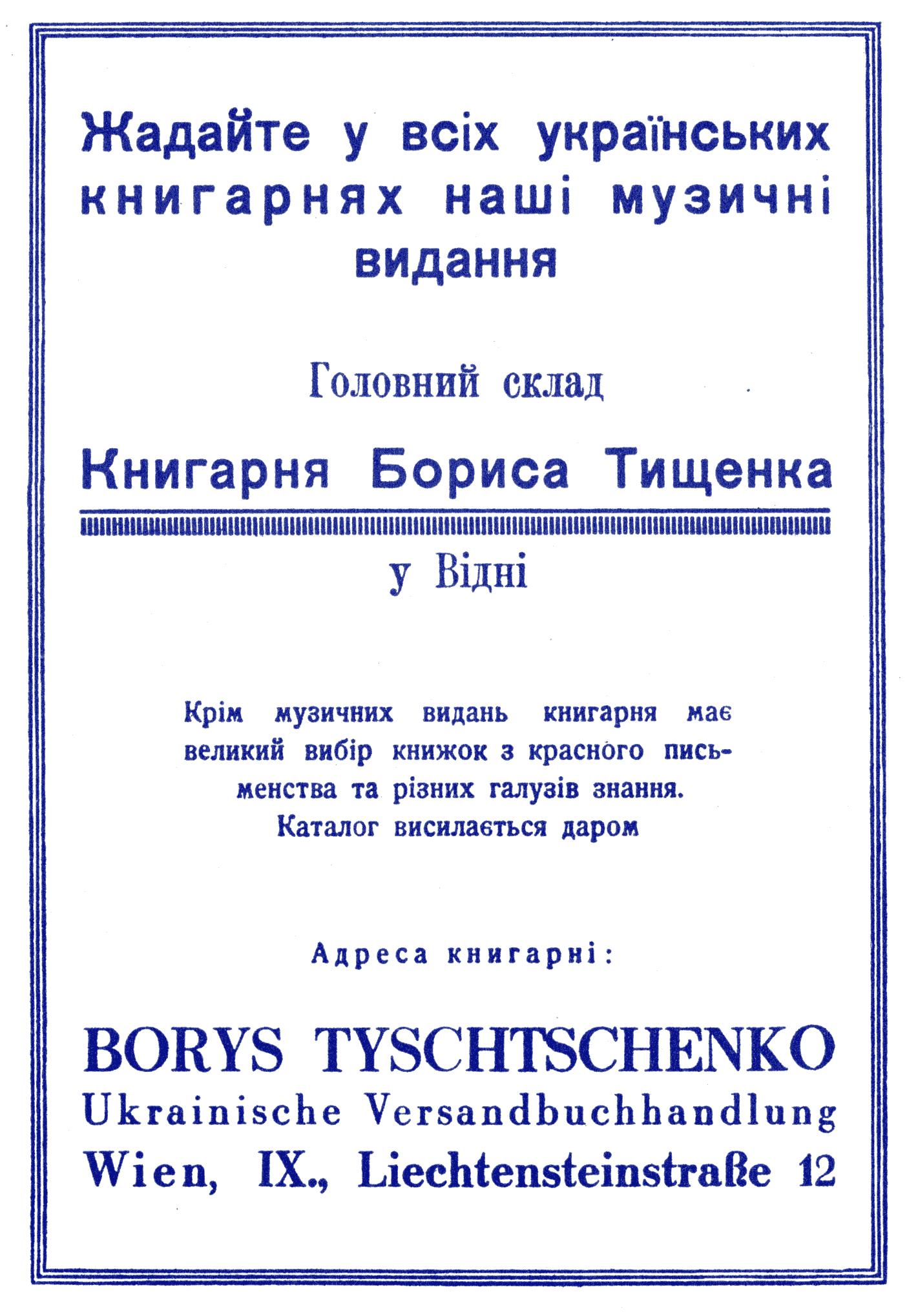
Афіша книгарні Бориса Тищенка у Відні 1945 року

У роки Другої світової війни Борис Тищенко мав книгарню й музичне видавництво, в якому видав крім книжок низку нот українських народних пісень, опрацьованих композиторами Андрієм Гнатишиним та Богданом Веселовським і великий «Співаник».
Після 1945 року разом з батьком перебував у таборі для переміщених осіб у Гайкендорфі поблизу Кіля. Разом з Юрієм Пилиповичем виїхав 1950 року до США.